# Прозоровский, Дмитрий Александрович
Дмитрий Александрович Прозоровский (1759—1814) — курский губернатор в 1806—1811 годы.

## Происхождение
Дмитрий Александрович Прозоровский родился в 1759 году. «Родословная князей Прозоровских» утверждала, что это произошло 7 сентября Ряд исследователей не указывают год рождения Прозоровского.
Прозоровские относились к одной из знатнейших фамилий России. Дмитрий Александрович был потомком Рюрика в XXVII колене.
Он был сыном Александра Александровича (Старшего) Прозоровского и Марии Сергеевны (младшей) Долгоруковой, дочери Сергея Петровича. В этом браке родилось пятеро детей: Николай, Алексей, Пётр, Дмитрий и Прасковья. Большинство их (Николай, Алексей, Прасковья) умерла в малолетстве. А 21 ноября 1763 года умерла и Мария Сергеевна (Долгорукова) Прозоровская. Отец Дмитрия вторым браком женился на Марье Александровне Головиной. Но 7 августа 1769 года Александр Александрович (Старший) умер. К этому моменту старший брат Дмитрия — Петр, родившийся в 1753 году поступил на службу, а в 1770 году уже принял участие в русско-турецкой войне.

## Военная и гражданская служба
Дмитрий вслед за братом идет на службу. 10 мая 1776 года Дмитрий Александрович получил звание поручика, а 25 февраля 1777 он поступил в шляхетский сухопутный корпус. Он принял участие в войне в Крыму (подавляя бунт вспыхнувший против Шагин-Гирея). 26 апреля 1782 в звании капитана вышел в отставку. 9 июня 1782 года с чином коллежского асессора назначен прокурором в верхней расправе Курского наместничества. Генерал-губернатором этого наместничества в 1781—1783 годы был дядя Дмитрия Александровича — Александр Александрович (Младший) Прозоровский.
20 сентября 1784 переведен в прокуроры верхний земский суд Курского наместничества. 28 марта 1785 года московским губернатором Я. А. Брюсом назначен советником Палаты уголовного суда. А в июне 1785 перешел в губернское правление. 2 октября 1785 года получил чин надворного советника.
В 1799—1801 годы Дмитрий Александрович был предводителем Тульского губернского дворянства

## Курский губернатор
С августа 1806 по 21 октября 1811 года Дмитрий Александрович был курским губернатором. Во время нахождения Прозоровского на этом посту 23 февраля 1808 года была открыта (путём преобразования созданного еще в 1786 году Главного народного училища) Курская губернская мужская гимназия. При открытии в ней училось 55 человек. По предложению профессора харьковского университета И. Ф. Тимковского губернатор Д. А. Прозоровский поручил губернскому архитектору Н.Алексееву для расширения гимназических учебных помещений спроектировать пристройку к гимназии. В 1810 году при финансовой помощи местных купцов и мещан началось строительство. Но из-за перерасхода строительство было остановлено.

## Семья
Дмитрий Александрович был женат два раза. Первый раз он вступил в брак с Анной Ивановной Волконской. В этом браке родились:
- Александр (умер малолетним)[14]
- Михаил[15]
- Николай (20.12.1785[16]— ?)[17]
- Алексей (16.12.1786[18]— ?)
- Надежда, жена генерал-майора Ивана Михайловича Ушакова[19].
- Марья, жена полковника Аненкова[20].

Из всех детей из этого брака совершеннолетия достигли лишь две дочери.
Второй брак Дмитрий Александрович заключил с Марией Григорьевной Шишкиной.